# Блуменфельд Сиґізмунд Михайлович
Сиґізмунд Михайлович Блуменфельд (Блюменфельд) (1852—1920) — композитор, педагог, піаніст; брат Станіслава і Фелікса Блуменфельдів. Брат композиторів Фелікса та Станіслава Блюменфельдів, дядько композитора К. Шимановського.
Сигізмунд Михайлович Блуменфельд народився 1852 року в с. Верхнячка (нині — Черкаської області) у родині вчителя музики й французької мови Михайла Блуменфельда.
Займався концертною діяльністю; автор фортепіанних творів, романсів, пісень. У 1890-х концертував у Києві як акомпаніатор. У 1918—1920 — хранитель музею М. Глінки при Петроградській консерваторії.